# Primærrute 22
De Primærrute 22 is een hoofdweg in Denemarken. De weg loopt van Kalundborg via Næstved naar Vordingborg. De Primærrute 22 loopt over het eiland Seeland en is ongeveer 105 kilometer lang.